# 阪南大學
阪南大學（はんなんだいがく，Hannan University）是一所位於日本大阪府松原市的私立大學，創立於1965年。

## 學部與學科
- 流通學部
  - 流通系統課程
  - 國際商業課程
  - 會計情報課程
  - 綜合課程
- 經濟學部
  - 制度暨政策課程
  - 理論暨情報課程
  - 國際暨地域課程
- 經營情報學部
  - 管理暨會計課程
  - 行銷學暨電子商務課程
  - 多媒體暨情報系統課程
- 國際傳播學部
  - 國際傳播學科
  - 國際觀光學科

## 外部連結
阪南大學網站 （页面存档备份，存于）